# Liste der Lokomotiven und Triebwagen der DEBG
Die Lokomotiven und Triebwagen der Deutschen Eisenbahn-Betriebsgesellschaft (DEGB) fuhren von 1898 bis 1967 auf Strecken, die von der Eisenbahn-Bau- und Betriebsgesellschaft Vering & Waechter KG GmbH & Co. gebaut wurden.
Später übernahm die Gesellschaft noch andere Bahnstrecken der Badischen Lokal-Eisenbahnen B.L.E.A.G. sowie einige norddeutsche Strecken. Die übernommenen Triebfahrzeuge waren anfangs einfache zweiachsige Fahrzeuge, später wurden dem Anforderungsprofil entsprechende Fahrzeuge nachbeschafft. Die Lokomotiven waren vielfach für den Nebenbahnbetrieb geeignete Fahrzeuge, die sich über Jahrzehnte bei den Staatsbahnen bewährten. Die Gesellschaft unternahm auch Neuentwicklungen im Rahmen des Finanzbudgets, wobei sich die Werkstätten in Bodenwerder-Linse und Busenbach als innovativ erwiesen. Besonderes Augenmerk wurde auf die Einführung von Überhitzern oder der Senkung des Kohleverbrauchs durch Maßnahmen wie Abdampfvorwärmer und Rauchgaserwärmer gelegt.
Auf den norddeutschen Strecken wurde vielfach der Einmannbetrieb eingeführt. Seit den 1930er Jahren wurden auch Fahrzeuge der Verbrennungsantriebstechnik und mit Elektroantrieb beschafft. Die Lokomotiven der DEBG waren in den Spurweiten 750 mm, 1000 mm und Normalspur vorhanden. Die einzigen Schlepptenderlokomotiven  der 750mm-Spur, die DEBG 151 und 152, waren auf der Jagsttalbahn eingesetzt.
Die Fahrzeuge sollten in Nummerngruppen unterteilt werden: Nummerngruppe 1–10 = zweiachsige Lokomotiven mit Naßdampf- und Heißdampfantrieb, Nummerngruppe 21–35 = dreiachsige Lokomotiven mit Naßdampf, Nummerngruppe 41–44 = dreiachsige Lokomotiven mit Heißdampf, Nummerngruppe  51–52 = Nassdampflokomotiven der Achsfolge C1 n2t und 1C n2t sowie Nummerngruppe > 90 = Altfahrzeuge. Vielfach wurde die Bezeichnungen von den vorherigen Bahngesellschaften oder Strecken mit übernommen, mit der Folge, dass es beispielsweise bei den Normalspurlokomotivem mit der Nummer 1 vier Exemplare gab. Vielfach gab es Dopplungen, sodass nur mit Herstellerangaben und Fabriknummern die Fahrzeuge eindeutig zu identifizieren sind.

## Dampflokomotiven/Triebwagen Schmalspur 750 mm
Die Dampflokomotiven sowie der Triebwagen für die Spurweite von 750 mm fuhren auf der Jagsttalbahn von Möckmühl nach Dörzbach. Dabei handelt es sich ausschließlich um Fahrzeuge, die auch im Regelbetrieb auf der Strecke gefahren sind. Entsprechend der Streckencharakteristik mit den vielen Ortsdurchfahrten und engen Kurvenradien waren leistungsstarke Lokomotiven gefordert, die außerdem guten Kurvenlaufeigenschaften aufweisen mussten. Die Loknummer 24s war doppelt besetzt. Es ist nicht genau bekannt, wann die DEBG ihr neues Nummernschema einführte. Zuerst trug die Nummer die ehemalige MD 1 von 1899. 1929 erschien die DEBG 24s von Henschel, die dieselbe Nummer erhielt. Die MD 1 wurde bereits 1934 ausgemustert, die DEBG 24s lief bis 1966. In den ersten Jahren waren die Fahrzeuge mit einer Heberleinbremse ausgerüstet, mit der Lieferung der DEBG 24s wurden sie auf Westinghouse-Bremse umgerüstet. Die Lokomotiven 24s und 152 sind erhalten geblieben.
| Baureihe               | Bild | Loknummer | Achsfolge  | Hersteller | Fabriknr./Baujahr | Herkunft | Dienstgew. | Leistung | Anmerkung                                                              |
| ---------------------- | ---- | --------- | ---------- | ---------- | ----------------- | -------- | ---------- | -------- | ---------------------------------------------------------------------- |
| MD 1–4                 |      | 24s       | C n2t      | Borsig     | 4759/1899         | MD 1     | 14,5 t     |          | 1934 ausgemustert                                                      |
| DEBG 24s               |      | 24s       | C h2t      | Henschel   | 20993/1929        |          | 24 t       | 250 PS   | seit 1967 Denkmal in Krautheim, erhalten bei Jagsttalbahnfreunde e. V. |
| MD 1–4                 |      | 25s       | C n2t      | Borsig     | 4760/1899         | MD 2     | 14,5 t     |          | 1952 ausgemustert                                                      |
| MD 1–4                 |      | 26s       | C n2t      | Borsig     | 4761/1899         | MD 3     | 14,5 t     |          | 1961 ausgemustert                                                      |
| MD 1–4                 |      | 27s       | C n2t      | Borsig     | 4762/1899         | MD 4     | 14,5 t     |          | 1952 ausgemustert                                                      |
| DEBG 151 und 152       |      | 151       | E n2       | Henschel   | 26462/1944        | HF 24751 |            | 210 PS   | 1954 ausgemustert                                                      |
| DEBG 151 und 152       |      | 152       | E n2       | Henschel   | 26466/1944        | HF 24755 |            | 210 PS   | erhalten im RSE-Museum in Asbach                                       |
| Württembergischer DWss |      | 203       | (1A) 2' h2 | Esslingen  | 3399/1906         | ex. DR   | 24,74 t    | 80 PS    | 1934 ausgemustert                                                      |

## Dampflokomotiven Schmalspur 1000 mm
Die Lokomotiven für die Spurweite 1000 mm waren bei der Lokalbahn Rhein–Ettenheimmünster und der meterspurigen Albtalbahn eingesetzt. Während erstere bereits um den Ersten Weltkrieg von der DEBG übernommen wurde, geschah dies bei der Albtalbahn erst um 1932. Dabei war die DEBG bestrebt, auch die Nummern der ursprünglichen Betreiber in ihr Nummernschema zu integrieren. Während erste Bahn lediglich kleine Lokomotiven für einsetzte, die bis zur Umspurung dort Dienst taten, waren die Fahrzeuge für die Albtalbahn größere Maschinen, die starke Steigungen und enge Kurvenradien mit zum Teil schweren Lasten bis zur Elektrifizierung der Strecken leisten mussten.
Das erforderte den Einsatz von Mallet-Lokomotiven. Speziell nach den Weltkriegen, als die Stromversorgung der inzwischen elektrifizierten Albtalbahn unterbrochen war, wurde noch vielfach auf die Maschinen zurückgegriffen bzw. gebrauchte Maschinen von der Heeresfeldbahn zugekauft. Die zwei übernommenen Kastenlokomotiven, die bei der Albtalbahn bzw. der Pforzheimer Kleinbahn fuhren, waren nicht mehr im Regelbetrieb eingesetzte Maschinen. Besondere Beachtung verdient auch die Nummernreihe DEBG 5s bis 8s. 5s, 7s und 8s gehörten zur Baureihe Albtalbahn 5kk bis 8kk, dazu gehörte ursprünglich noch die ehemalige B.L.E.A.G. 6kk. Diese musste aber im Ersten Weltkrieg an die Heeresfeldbahn abgegeben werden. Deshalb wurde als Ersatz nach Kriegsende die ehemalige HK 100 beschafft und als 6s bezeichnet. Die Lokomotive 7s ist erhalten geblieben.
| Baureihe               | Bild | Loknummer | Achsfolge | Hersteller   | Fabriknr./Baujahr | Herkunft   | Dienstgew. | Leistung | Anmerkung                                             |
| ---------------------- | ---- | --------- | --------- | ------------ | ----------------- | ---------- | ---------- | -------- | ----------------------------------------------------- |
| DEBG 1s–3s             |      | 1s        | C n2t     | Borsig       | 4427/1893         | ROE        | 16 t       |          | 1926 verkauft an privat                               |
| DEBG 1s–3s             |      | 2s        | C n2t     | Borsig       | 4428/1893         | ROE        | 16 t       |          | 1927 verkauft an privat                               |
| DEBG 1s–3s             |      | 3s        | C n2t     | Borsig       | 4429/1893         | ROE        | 16 t       |          | 1926 verkauft an privat                               |
| Albtalbahn 5kk bis 8kk |      | 5s        | B'Bn4vt   | Karlsruhe    | 1458/1898         | Albtalbahn | 37 t       | 324 PS   | 1966 ausgemustert                                     |
| HK 94–100              |      | 6s        | B'Bn4vt   | Karlsruhe    | 2056/1918         | Albtalbahn | 36 t       | 270 PS   | 1958 ausgemustert                                     |
| Albtalbahn 5kk bis 8kk |      | 7s        | B'Bn4vt   | Karlsruhe    | 1478/1898         | Albtalbahn | 37 t       | 324 PS   | 1966 ausgemustert, bei DEV erhalten                   |
| Albtalbahn 5kk bis 8kk |      | 8s        | B'Bn4vt   | Karlsruhe    | 1572/1900         | Albtalbahn | 37 t       | 324 PS   | 1952 ausgemustert                                     |
| B.L.E.A.G. 10 und 11   |      | 10s       | C n2t     | Tubice       | 1188/1899         | Albtalbahn | 20 t       |          | 1937 ausgemustert                                     |
| HK 82–93               |      | 11s       | D n2t     | Krauss       | 7561/1919         | HK 90      | 38 t       |          | 1956 ausgemustert                                     |
| SEG 104                |      | 12s       | C'C n4vt  | Hanomag      | 10570/1928        | Albtalbahn | 56,5 t     |          | 1934 verkauft an Brohltalbahn, dort 1957 ausgemustert |
| Albtalbahn 5v und 6v   |      | 16s       | B n2t     | Hohenzollern | 1109/1899         | Albtalbahn | 25,2 t     |          | 1937 ausgemustert                                     |

## Dampflokomotiven Normalspur
Bei den Normalspurlokomotiven dominierten bis zuletzt leistungsstarke und wendige Lokomotiven.
Anfangs wurden von Vering & Waechter kleine, zweiachsige Naßdampflokomotiven gekauft, die sich schon bald leistungsmäßig als zu schwach erwiesen. Über viele Jahre waren die Dampflokomotiven der Preußischen Gattung T 3 die dominierenden Beförderungsmittel. Als deren Leistung nicht mehr ausreichte, folgte ein Versuch mit einem Umbau der DEBG 41 auf Heißdampftechnik, um 1922 folgten Neubaulokomotiven mit Überhitzer.
Die DEBG hat oftmals Lokomotiven von den Vorgängergesellschaften sowie Neukonstruktionen der Herstellerfirmen und Gebrauchtlokomotiven von der Deutschen Reichsbahn oder anderer Privatbahngesellschaften übernommen. In Bezug auf Verbesserungen der Leistungsfähigkeit und Gebrauseigenschaften erwies sich die Gesellschaft sehr innovativ, z. B. bei der Einführung der Lentz-Steuerung mit rotierender Nockenwelle der Lokomotiven VEE 5 und 6 und DEBG 51. Zahlreiche Lokomotiven sind heute als Denkmal oder fahrfähige Exponate erhalten.
| Baureihe             | Bild | Loknummer | Achsfolge | Hersteller     | Fabriknr./Baujahr | Herkunft                          | Dienstgew. | Leistung | Anmerkung |
| -------------------- | ---- | --------- | --------- | -------------- | ----------------- | --------------------------------- | ---------- | -------- | --- |
| V&W 1–9              |      | 1         | B n2t     | Henschel       | 4077/1894         | Münstertalbahn                    | 20,5 t     | 120 PS   | 1930 ausgemustert |
| Preußische T 3       |      | 1         | C n2t     | Jung           | 323/1899          | VEE                               | 30 t       | 290 PS   | 1930 ausgemustert |
| Preußische T 3       |      | 1I        | C n2t     | Karlsruhe      | 1413/1896         | Bühlertalbahn                     | 30 t       | 290 PS   | 1962 ausgemustert, Kessel an Nummer 28 |
| DEBG 1II, 17, 35     |      | 1II       | C n2t     | Union          | 546/1890          | VEE                               | 42 t       |          | 1960 ausgemustert |
| V&W 1–9              |      | 2         | B n2t     | Henschel       | 4078/1894         | Münstertalbahn                    | 20,5 t     | 120 PS   | 1955 ausgemustert |
| Preußische T 3       |      | 2         | C n2t     | Jung           | 324/1898          | VEE                               | 30 t       | 290 PS   | 1930 ausgemustert |
| Preußische T 3       |      | 2         | C n2t     | Karlsruhe      | 1415/1896         | Bühlertalbahn                     | 30 t       | 290 PS   | 1966 ausgemustert |
| V&W 1–9              |      | 3         | B n2t     | Henschel       | 4079/1894         | Kandertalbahn                     | 20,5 t     | 120 PS   | 1959 ausgemustert |
| Preußische T 3       |      | 3         | C n2t     | Hanomag        | 2977/1897         | VEE                               | 30 t       | 290 PS   | um 1930 ausgemustert |
| Preußische T 3       |      | 3         | C n2t     | Hohenzollern   | 1486/1902         | Katzbachbahn                      | 30 t       | 290 PS   | 1958 ausgemustert |
| V&W 1–9              |      | 4I        | B n2t     | Henschel       | 4080/1894         | Kandertalbahn                     | 30 t       | 120 PS   | 1954 ausgemustert |
| Preußische T 3       |      | 4         | C n2t     | Hanomag        | 2978/1897         | VEE                               | 30 t       | 290 PS   | 1954 ausgemustert |
| V&W 1–9              |      | 5         | B n2t     | Henschel       | 4424/1895         | VDD                               | 30 t       | 120 PS   | 1955 ausgemustert |
| VEE 5 und 6          |      | 5I        | C n2t     | Borsig         | 6012/1906         | VEE                               | 38 t       | 370 PS   | Versuchslok, die Lok 5 bekam 1933 die Lentz-Steuerung mit rotierender Nockenwelle, 1964 ausgemustert                                        |
| DEBG 6–8             |      | 6         | B n2t     | Borsig         | 5330/1907         | Schefflenztalbahn                 | 23 t       |          | 1951 ausgemustert |
| VEE 5 und 6          |      | 6I        | C n2t     | Borsig         | 6210/1907         | VEE                               | 30 t       | 290 PS   | 1958 ausgemustert |
| DEBG 6–8             |      | 7         | B n2t     | Borsig         | 5331/1907         | Kandertalbahn                     | 23 t       |          | 1967 Denkmalslok in Staufen, seit 2016 bei Kandertalbahn e.V. zur betriebsfähigen Aufarbeitung                                              |
| DEBG 6–8             |      | 8         | B n2t     | Borsig         | 6769/1908         | Schefflenztalbahn                 | 23 t       |          | 1965 ausgemustert |
| Preußische T 3       |      | 8 IV      | C n2t     | Karlsruhe      | 1748/1908         | Katzbachbahn                      | 30 t       | 290 PS   | 1962 ausgemustert |
| DEBG 9               |      | 9         | B h2t     | Borsig         | 11422/1922        | VDD                               | 30 t       |          | 1931 verkauft an privat |
| B.L.E.A.G. 3c und 4c |      | 9         | B n2t     | Vulcan Stettin | 1501/1895         | Bahnstrecke Neheim-Hüsten–Sundern | 23,8 t     |          | ehemalige Preußische T 1, 1952 ausgemustert                                                                                                 |
| B.L.E.A.G. 9s        |      | 9         | B'B n4vt  | Humboldt       | /1898             | Albtalbahn                        | 48 t       |          | 1914 von Schmalspur auf Normalspur umgebaut, danach bei Wiesloch–Waldangeloch, Ausmusterung unbekannt                                       |
| Preußische T 3       |      | 9         | C n2t     | Hohenzollern   | 1392/1900         | Katzbachbahn                      | 30 t       | 290 PS   | 1962 ausgemustert |
| B.L.E.A.G. 3c und 4c |      | 10        | B n2t     | Vulcan Stettin | 1499/1895         | Katzbachbahn                      | 30 t       |          | 1957 ausgemustert |
| Preußische T 3       |      | 10        | C n2t     | Hohenzollern   | 1393/1900         | Wiesloch–Waldangeloch             | 30 t       | 290 PS   | 1958 ausgemustert |
| Preußische T 3       |      | 11        | C n2t     | Hohenzollern   | 1423/1901         | Wiesloch–Waldangeloch             | 30 t       | 290 PS   | 1955 ausgemustert |
| Preußische T 3       |      | 12        | C n2t     | Hohenzollern   | 1424/1901         | Wiesloch–Waldangeloch             | 30 t       | 290 PS   | 1956 ausgemustert |
| Preußische T 3       |      | 13        | C n2t     | Humboldt       | 142/1902          | Wiesloch–Waldangeloch             | 30 t       | 290 PS   | 1954 ausgemustert |
| Preußische T 3       |      | 14        | C n2t     | Humboldt       | 143/1902          | Wiesloch–Waldangeloch             | 30 t       | 290 PS   | 1969 ausgemustert, danach Denkmalslok in Wiesloch, danach versch. Vereine Museumsbetrieb                                                    |
| DEBG 1II, 17, 35     |      | 17        | C n2t     | Hanomag        | 2857/1896         | Wiesloch–Waldangeloch             | 42 t       |          | 1958 ausgemustert |
| B.L.E.A.G. 20 und 21 |      | 20        | B h2t     | Karlsruhe      | 2367/1928         | Katzbachbahn                      | 24,5 t     | 475 PS   | 1965 abgestellt, bis 1986 Denkmal in Oberharmersbach, heute (2025) bei Kandertalbahn fahrfähig.                                             |
| B.L.E.A.G. 20 und 21 |      | 21        | B h2t     | Karlsruhe      | 2368/1928         | Katzbachbahn                      | 24,5 t     | 475 PS   | nach unvollendeter Hauptuntersuchung 1967 ausgemustert.                                                                                     |
| Preußische T 3       |      | 21I       | C n2t     | Hanomag        | 2916/1899         | VDD                               | 30 t       | 290 PS   | 1955 ausgemustert |
| Preußische T 3       |      | 22        | C n2t     | Hanomag        | 2973/1897         | Achertalbahn                      | 30 t       | 290 PS   | 1952 ausgemustert |
| Preußische T 3       |      | 23        | C n2t     | Hanomag        | 2974/1897         | Achertalbahn                      | 30 t       | 290 PS   | In Unterharmersbach als Denkmal ausgestellt.                                                                                                |
| B.L.E.A.G. 25        |      | 25        | D h2t     | Karlsruhe      | 2366/1928         | Wiesloch–Waldangeloch             | 51 t       |          | ELNA 3 der B.L.E.A.G. 1960 ausgemustert |
| Preußische T 3       |      | 28        | C n2t     | Borsig         | 4788/1900         | VDD                               | 30 t       | 290 PS   | abgestellt vor dem Verwaltungsgebäude der SWEG in Lahr.                                                                                     |
| DEBG 28a             |      | 28a       | 1’C n2t   | Jung           | 1609/1911         | Katzbachbahn                      | 46,1 t     | 470 PS   | 1951 ausgemustert |
| Preußische T 3       |      | 29        | C n2t     | Borsig         | 5328/1904         | Harmersbachtalbahn                | 30 t       | 290 PS   | 1954 ausgemustert |
| Preußische T 3       |      | 30        | C n2t     | Borsig         | 5528/1904         | Harmersbachtalbahn                | 30 t       | 290 PS   | Museumslok bei Kandertalbahn. |
| Preußische T 3       |      | 31        | C n2t     | Hanomag        | 5790/1910         | Achertalbahn                      | 30 t       | 290 PS   | 1965 ausgemustert |
| Preußische T 3       |      | 32        | C n2t     | Borsig         | 8107/1911         | VDD                               | 30 t       | 290 PS   | 1958 ausgemustert |
| Preußische T 3       |      | 33        | C n2t     | Henschel       | 3286/1891         | Harmersbachtalbahn                | 30 t       | 290 PS   | 1956 ausgemustert |
| Preußische T 3       |      | 34        | C n2t     | Karlsruhe      | 1414/1895         | VEE                               | 30 t       | 290 PS   | Verbleib unbekannt |
| DEBG 1II, 17, 35     |      | 35        | C n2t     | Union          | 702/1892          | VEE                               | 42 t       |          | 1953 verkauft an privat |
| DEBG 41              |      | 41        | C h2t     | Borsig         | 5917/1906         | VDD                               | 35 t       |          | Umbau aus T3 als Heißdampflok. ausgemustert 1966                                                                                            |
| DEBG 42–44           |      | 42        | C h2t     | Borsig         | 10887/1920        | VDD                               | 39,8 t     |          | ausgemustert 1962 |
| DEBG 42–44           |      | 43        | C h2t     | Borsig         | 11028/1921        | VDD                               | 39,8 t     |          | ausgemustert 1966 |
| DEBG 42–44           |      | 44        | C h2t     | Borsig         | 11029/1921        | VDD                               | 39,8 t     |          | ausgemustert 1963 |
| DEBG 51              |      | 51        | C1' n2t   | Henschel       | 5772/1901         | VEE                               | 54,5 t     | 450 PS   | ex DR 90 177, Umbau auf Heißdampf, Ausrüstung mit Lentz-Steuerung mit rotierender Nockenwelle. 1957 ausgemustert.                           |
| DEBG 52              |      | 52        | 1'C n2t   | Union          | 1033/1899         | VEE                               | 52,6 t     | 460 PS   | ausgemustert 1954 |
| DEBG 70              |      | 70        | B h2t     | Henschel       | 20693/1926        | VEE                               | 24,4 t     |          | 1965 ausgemustert |
| DEBG 91              |      | 91        | 1'C1' h2t | O&K            | 8144/1916         | ex AKN15, 1961 ausgemustert       | 65,4 t     | 520 PS   | von DEBG 1951 gebraucht gekauft, 1961 ausgemustert                                                                                          |
| DEBG 96 und 97       |      | 96        | D h2t     | Hanomag        | 9759/1921         | ex DR 92 404,                     | 64,5 t     | 600 PS   | von DR gebraucht gekauft, Ausrüstung mit Lentz-Steuerung mit stehenden Ventilen und Ventilbetätigung über Nockenstangen, 1959 ausgemustert. |
| DEBG 96 und 97       |      | 97        | D h2t     | Hanomag        | 9757/1921         | ex DR 92 402,                     | 64,5 t     | 600 PS   | von DR gebraucht gekauft, Ausrüstung mit Lentz-Steuerung mit stehenden Ventilen und Ventilbetätigung über Nockenstangen, 1959 ausgemustert  |
| DEBG 98              |      | 98        | D h2t     | Esslingen      | 3827/1917         | ex OHE 92 112, DR 92 008,         | 64,5 t     | 600 PS   | von OHE gebraucht gekauft, Ausrüstung mit Großrohrüberhitzer, 1963 ausgemustert                                                             |

## Dieseltriebwagen
Bei den Dieseltriebwagen nutzte die DEBG in den Spurweiten 750 mm und Normalspur hauptsächlich Fahrzeuge, die neben dem planmäßigen Personenverkehr auch gelegentlichen Güterverkehr übernehmen konnten. Ausnahmen von diesem Einsatzprinzip waren der T 202 und der VT 7, die lediglich als Solofahrzeug verkehren konnten. Fabrikneu wurden bis 1945 der VT 1, der VT 2, der VT 4 und der VT 101 beschafft. Daneben wurden mit dem VT 3 und dem VT 5 auch Gebrauchtfahrzeuge gekauft. Bei ersterem handelt es sich um ein geplantes Versuchsfahrzeug für die Deutsche Reichsbahn, bei zweiterem um den 1953 übernommenen ehemaligen VT 79 902 der Deutschen Bundesbahn.
Fabrikneu wurden nach dem Zweiten Weltkrieg einige Esslinger Triebwagen und ein MAN-Schienenbus, gebraucht einige nicht mehr benötigte Fahrzeuge der Deutschen Bundesbahn wie der vorgenannte VT 79 902 beschafft. Für die schmalspurige Jagsttalbahn wurden ab 1959 drei Fahrzeuge VT 300 bis VT 302 gekauft. Mit der Bezeichnung war die DEBG bestrebt, ein fortlaufendes Nummernschema nach der Reihenfolge der Beschaffung einzuführen, wobei die zweiachsigen Fahrzeuge eine einstellige Nummer, die vierachsigen Fahrzeuge eine dreistellige Nummerierung erhielten. Gleichzeitig wurde versucht, bei den Gebrauchtwagen der Deutschen Bundesbahn deren Ordnungsnummer zu verwenden, was nicht in jedem Fall gelang. Die Schmalspurfahrzeuge fingen mit VT 300 an. Zahlreiche Fahrzeuge sind in den unterschiedlichsten Zuständen heute als Museumsfahrzeuge vorhanden.
| Baureihe             | Bild | Loknummer | Achsfolge | Hersteller                | Fabriknr./Baujahr | Kraftübertragung | Dienstgew. | Leistung   | Anmerkung |
| -------------------- | ---- | --------- | --------- | ------------------------- | ----------------- | ---------------- | ---------- | ---------- | --- |
| DEBG VT 1            |      | VT 1      | AA dm     | WUMAG                     | 10244/1935        | mechanisch       | 24,5 t     | 2 × 107 kW | Umbau zum Schlepptriebwagen, 1977 ausgemustert                                                                                     |
| WMW VT 2             |      | VT 2      | AA-dm     | Dessau                    | 3216/1929         | mechanisch       | 23,1 t     | 2 × 70 kW  | 1972 ausgemustert |
| BHM T 279            |      | VT 3      | AA-dm     | Werdau                    | 30949/1928        | mechanisch       | 26,5 t     | 2 × 113 kW | Museumstriebwagen bei Kandertalbahn                                                                                                |
| Achertalbahn T 281   |      | VT 4      | AA-dm     | Dessau                    | 3099/1935         | mechanisch       | 23,2 t     | 2 × 70 kW  | als Beiwagen bei Arbeitsgemeinschaft Verkehrsfreunde Lüneburg e. V. erhalten.                                                      |
| DEBG VT 79 902       |      | VT 5      | A1-dm     | WUMAG                     | /1932             | mechanisch       | 26,5 t     | 2 × 113 kW | bei Eisenbahnfreunde Grenzland hinterstellt                                                                                        |
| DEBG VT 6            |      | VT 6      | AA-dm     | MAN                       | 141750/1955       | mechanisch       | 28 t       | 2 × 150 kW | |
| KMS VT1              |      | VT 7      | A1-dm     | Dessau                    | 3047/1933         | mechanisch       | 9,3 t      | 1 × 48 kW  | 1964 ausgemustert |
| DEBG VT 8            |      | VT 8      | AA-dm     | WUMAG                     | /1935             | mechanisch       | 28 t       | 2 × 135 kW | 1974 ausgemustert |
| DEBG T 202           |      | T 202     | A1-dm     | Waggonfabrik Uerdingen    | 2263/1934         | mechanisch       |            | 1 × 63 kW  | 1955 ausgemustert |
| VEE VT 101           |      | VT 101    | 1A'A1'-dm | Dessau                    | 3248/1942         | mechanisch       | 50,5 t     | 2 × 175 kW | Schwesterfahrzeug der Regentalbahn im Triebwagenmuseum Dessau erhalten                                                             |
| Esslinger Triebwagen |      | VT 102    | 1A'A1'-dm | Maschinenfabrik Esslingen | 23500/1952        | mechanisch       | 41 t       | 2 × 145 kW | |
| Esslinger Triebwagen |      | VT 103    | 1A'A1'-dm | Maschinenfabrik Esslingen | 23499/1952        | mechanisch       | 42 t       | 2 × 145 kW | |
| Esslinger Triebwagen |      | VT 104    | 1A'A1'-dm | Maschinenfabrik Esslingen | 23498/1952        | mechanisch       | 36 t       | 2 × 145 kW | |
| DR 137 117 bis 120   |      | VT 105e   | B'2'-de   | LHB                       | /1934             | elektrisch       | 52 t       | 1 × 300 kW | als Beiwagen bis 2002 bei der Bocholter Eisenbahngesellschaft vorhanden. Dort ausgebrannt und zu Rheindampf GmbH, Issum überführt. |
| DR 137 117 bis 120   |      | VT 106e   | B'2'-de   | LHB                       | /1934             | elektrisch       | 52 t       | 1 × 300 kW | 1966 ausgemustert |
| DR 137 117 bis 120   |      | VT 107e   | B'2'-dm   | LHB                       | /1934             | elektrisch       | 52 t       | 1 × 300 kW | 1967 ausgemustert |
| Esslinger Triebwagen |      | VT 108    | B'B'-dh   | Maschinenfabrik Esslingen | 25206/1958        | hydraulisch      | 43,3 t     | 2 × 275 kW | |
| Esslinger Triebwagen |      | VT 109    | B'B'-dm   | Maschinenfabrik Esslingen | 23778/1955        | mechanisch       | 44 t       | 2 × 180 kW | bei Kandertalbahn erhalten geblieben                                                                                               |
| DR 137 117 bis 120   |      | VT 200e   | B'2'-de   | LHB                       | 022097/1936       | elektrisch       | 51 t       | 1 × 300 kW | 1970 ausgemustert |
| DR 137 117 bis 120   |      | VT 201e   | B'2'-de   | LHB                       | 022094/1936       | elektrisch       | 51 t       | 1 × 300 kW | 1975 als Beiwagen umgebaut, 1985 verschrottet                                                                                      |
| DR 137 117 bis 120   |      | VT 202e   | B'2'-de   | LHB                       | 022096/1936       | elektrisch       | 51 t       | 1 × 300 kW | 1966 ausgemustert |
| DR 137 117 bis 120   |      | VT 203e   | B'2'-de   | LHB                       | 022093/1936       | elektrisch       | 51 t       | 1 × 300 kW | 1966 ausgemustert |
| RSE T1 ... T5        |      | VT 300    | 1A'A1'-dm | Wismar                    | 21147/1939        | mechanisch       | 12,5 t     | 1 × 150 kW | Schmalspurtriebwagen, bei Jagsttalbahn erhalten                                                                                    |
| RSE T1 … T5          |      | VT 301    | 1A'A1'-dm | Waggonfabrik Wismar       | 21103/1938        | mechanisch       | 12,5 t     | 1 × 150 kW | Schmalspurtriebwagen, im RSE-Museum Asbach als Beiwagen erhalten                                                                   |
| RSE T1 … T5          |      | VT 302    | 1A'A1'-dm | Waggonfabrik Wismar       | 21107/1938        | mechanisch       | 12,5 t     | 1 × 150 kW | Schmalspurtriebwagen, bei Jagsttalbahn 1967 Unfallverlust                                                                          |

## Diesellokomotiven
Schon die Albtalbahn hatte mit der Windhoff L 110 1925 eine Lokomotive mit Benzolmotor beschafft, die bis 1954 im Einsatz war, aber keine Nummerierung im DEBG-Schema erhielt. 1954 folgte mit der Betriebsnummer 21-01 die DEBG eine ähnliche Lokomotive aus der Typenreihe sowie eine DWK 110 B als gebrauchte Maschine.
1955 lief das Lieferprogramm der Neubaufahrzeuge an, wobei von den Firmen Henschel, LHB, Krauss-Maffei und MaK Lokomotiven in den Leistungsklassen von 240 PS bis 600 PS geliefert wurden. Größtenteils waren es Stangenlokomotiven mit dieselhydraulischem Antrieb, lediglich die LHB S 400 war mit einer Kraftübertragung mit Gelenkwellen versehen. Dabei handelte es sich um eine Typenvielfalt von Fahrzeugen mit entsprechender Ersatzteilvorhaltung.
Seitens der DEBG wurden die Herstellerfirmen angeregt, eine einheitliche Lokomotive zu entwickeln, was jedoch nicht zum Erfolg führte. Die Bezeichnung der Fahrzeuge geschah nach einem klaren und übersichtlichen Schema: 1. Zahl= Zahl der Achsen, 2. Zahl= Leistung (X mal 100 PS), 3. Zahl= Ordnungsnummer. Zahlreiche Lokomotiven sind heute in den unterschiedlichsten Zuständen erhalten.
| Baureihe               | Bild | Loknummer | Achsfolge | Hersteller    | Fabriknr./Baujahr | Motorbauart          | Dienstgew. | Leistung | Anmerkung                                                            |
| ---------------------- | ---- | --------- | --------- | ------------- | ----------------- | -------------------- | ---------- | -------- | -------------------------------------------------------------------- |
| Windhoff L 110         |      | 21-01     | B dm      | Windhoff      | 139/1925          | DWK 6V 18C           | 13 t       | 75 PS    | Schwestermaschine im BEM Nördlingen erhalten                         |
| DWK 110 B              |      | 21-02     | B dm      | DWK           | 638/1938          | MWM                  | 24 t       | 110 PS   | mehrere Schwesterfahrzeuge an verschiedenen Standorten erhalten.     |
| Henschel DH 240        |      | 22-01     | B dh      | Henschel      | 25098/1955        | DB MB 846 A          | 28 t       | 240 PS   | als Denkmal erhalten.                                                |
| LHB S 400              |      | 25-01     | B dh      | LHB           | 3084/1961         | MAN W8 AmA V 17,5    | 34 t       | 450 PS   | 1982 ausgemustert                                                    |
| LHB S 400              |      | 25-02     | B dh      | LHB           | 3085/1961         | MAN W8 AmA V 17,5    | 34 t       | 450 PS   | 1982 ausgemustert                                                    |
| Krauss-Maffei ML 440 C |      | 34-01     | C dh      | Krauss-Maffei | 18167/1955        | MaK MS 301           | 48 t       | 440 PS   |                                                                      |
| Krauss-Maffei ML 440 C |      | 34-02     | C dh      | Krauss-Maffei | 18168/1955        | MaK MS 301           | 48 t       | 440 PS   | bei ÖGEG erhalten.                                                   |
| MaK 400 C              |      | 34-03     | C dh      | MaK           | 400003/1955       | MAN 22 AmA WB V 17,5 | 39 t       | 400 PS   | in den Niederlanden erhalten.                                        |
| Henschel DH 440        |      | 34-04     | C dh      | Henschel      | 26747/1956        | MaK MS 301 B         | 40 t       | 440 PS   | bei den Eisenbahnfreunden Breisgau erhalten.                         |
| MaK 600 D              |      | 46-01     | D dh      | MaK           | 500013/1955       | MaK MS 301 A         | 52 t       | 600 PS   | bei der Arbeitsgemeinschaft Verkehrsfreunde Lüneburg e. V. erhalten. |
| MaK 600 D              |      | 46-02     | D dh      | MaK           | 600128/1958       | MaK MS 301 A         | 52 t       | 600 PS   | nach Italien verkauft.                                               |

## Elektrische Lokomotiven und Triebwagen
Die elektrischen  Fahrzeuge der DEBG waren die Fahrzeuge der Albtalbahn, die zum Übernahmezeitpunkt noch vorhanden waren. Die Elektrolokomotiven wurden mit E + Ordnungsnummer und die Elektrotriebwagen mit ET + Ordnungsnummer bezeichnet. Bei dem ET 01.22 handelte es sich um ein Fahrzeug der ehemaligen Müllheim-Badenweiler Eisenbahn, das zurerst als Versuchsfahrzeug für Mehrsystemfahrzeuge übernommen wurde, ab 1958 wurden mit ihm bis 1964 mehrere Planeinsätze durchgeführt. Die Lokomotive E2 ist bei der Albtal-Verkehrs-Gesellschaft als Fahrzeug hinterstellt.
| Baureihe           | Bild | Loknummer   | Achsfolge | Hersteller      | Fabriknr./Baujahr | Stromsystem                | Dienstgew. | Leistung | Anmerkung                                                                                            |
| ------------------ | ---- | ----------- | --------- | --------------- | ----------------- | -------------------------- | ---------- | -------- | --- |
| B.L.E.A.G. 1 bis 4 |      | E1          | Bo'Bo'    | Herbrandt/AEG   | /1910             | 8,8 kV 25 Hz               | 25 t       | 240 kW   | 1959 ausgemustert                                                                                    |
| B.L.E.A.G. 1 bis 4 |      | E2          | Bo'Bo'    | Herbrandt/AEG   | /1910             | 8,8 kV 25 Hz               | 25 t       | 240 kW   | bei Albtal-Verkehrs-Gesellschaft erhalten.                                                           |
| B.L.E.A.G. 1 bis 4 |      | E3          | Bo'Bo'    | Herbrandt/AEG   | /1910             | 8,8 kV 25 Hz               | 25 t       | 240 kW   | 1964 ausgemustert                                                                                    |
| B.L.E.A.G. 1 bis 4 |      | E4          | Bo'Bo'    | Herbrandt/AEG   | /1910             | 8,8 kV 25 Hz               | 25 t       | 240 kW   | ab 1954 Zweifrequenzlok 10kV und 25 bzw. 50 Hz, 1964 ausgemustert.                                   |
| B.L.E.A.G. 1–8     |      | ET1 und ET2 | (A1)(1A)  | Herbrandt/AEG   | /1910             | 8,8 kV 25 Hz               | 25 t       | 120 kW   | zuletzt auf der Strecke Busenbach – Ittersbach eingesetzt, 1964 ausgemustert                         |
| B.L.E.A.G. 1–8     |      | ET3         | (A1)(1A)  | Herbrandt/AEG   | /1910             | 8,8 kV 25 Hz               | 25 t       | 120 kW   | wegen Trafoschaden 1959 ausgemustert                                                                 |
| B.L.E.A.G. 1–8     |      | ET4 und ET5 | (A1)(1A)  | Herbrandt/AEG   | /1910             | 8,8 kV 25 Hz               | 25 t       | 120 kW   | zuletzt auf der Strecke Busenbach – Ittersbach eingesetzt, 1964 ausgemustert                         |
| B.L.E.A.G. 1–8     |      | ET6 bis ET8 | (A1)(1A)  | Herbrandt/AEG   | /1910             | 8,8 kV 25 Hz               | 25 t       | 120 kW   | 1961 ausgemustert                                                                                    |
| ET 01.22           |      | ET 01.22    | B'B'      | de Dietrich/SSW | /1914             | 1200 V =, 10 kV 25/50 Hz ~ | 26,4 t     | 180 kW   | Versuchstriebwagen und planmäßiger Einsatz für den Betrieb mit drei Stromsystemen, 1961 ausgemustert |